# Praha-Uhříněves (nádraží)
Praha-Uhříněves je železniční stanice na dvoukolejné elektrizované trati z Prahy do Českých Budějovic. Stojí v zástavbě v západní části obce v ulici U Starého nádraží 262/2. Stanice je součástí Pražské integrované dopravy.

## Historie
Železniční stanice v Uhříněvsi byla otevřena 14. prosince 1871 současně se zprovozněním Dráhy císaře Františka Josefa. Stará budova nádraží stojí blíž Říčanům a slouží stále potřebám Českých drah, nová budova byla postavena roku 1915 a je shodná s nádražím v Hostivaři. Podle původního nádraží se jmenuje přilehlá ulice U Starého nádraží, ze které vede vstup také do nové budovy.

### Popis
Stanice včetně úseku tratě Praha-Hostivař - Strančice na IV. tranzitním koridoru prošla v letech 2005-2008 rekonstrukcí. Před výpravní budovou je 6 dopravních a 1 manipulační kolej. Jedno nástupiště se nachází přímo u výpravní budovy, druhé nástupiště je ostrovní a s prvním je spojeno podchodem se dvěma výtahy. K přístupu na zvýšené první nástupiště z krytého peronu výpravní budovy slouží dva schody a nájezdová rampa, která je opatřena zábradlím.
Při rekonstrukci stanice byly zrušeny oba úrovňové železniční přejezdy na říčanském zhlaví - přejezd ulice Františka Diviše byl nahrazen podjezdem a místo přejezdu ulice K Dálnici je pouze podchod. Hostivařské zhlaví bylo posunuto a obvod stanice tím prodloužen o 1,2 kilometru až před zastávku Praha-Horní Měcholupy.
Před rekonstrukcí bylo ve stanici elektromechanické zabezpečovací zařízení se dvěma stavědly - číslo 1 na říčanském zhlaví a číslo 2 na hostivařském zhlaví. Každé stavědlo bylo obsazeno jedním signalistou. Po dubnu 2006 přestala být obsazována a provoz je řízen z dopravní kanceláře; budova stavědla číslo 1 byla v březnu 2007 zbořena. Návěstidla jsou i po přestavbě stanice světelná.

### Drážní vodní věž

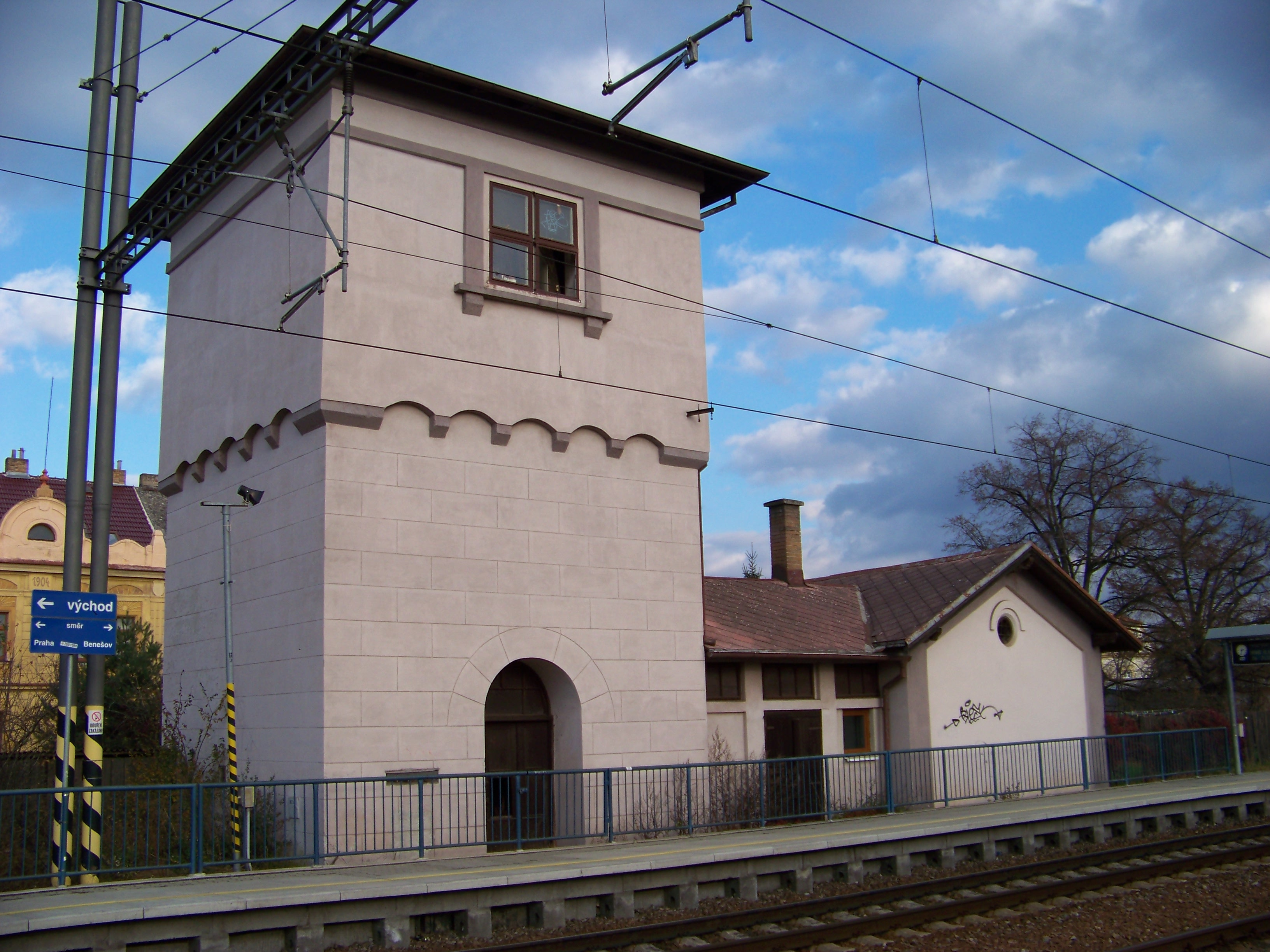
Drážní vodojem

Věž drážního vodojemu typu rakouských drah byla postavena současně s výstavbou trati roku 1871. Jedná se o dvoupodlažní hranolovou věž se stanovou střechou, která je zakončená hromosvodem. Její horní patro stojí na krakorcích, které zdobí fasádu.
Nádrž umístěná pod střechou měla možnost vytápění kouřovodem z kotle, který stál v přízemí stavby. Věž sousedila s uhelnou, čerpací stanice dopravovala do vodojemu vodu z místního zdroje - pravděpodobně studny.
Se zánikem parní trakce na trati byl provoz ve vodárně ukončen. Stavba prošla citlivou rekonstrukcí, při níž bylo vnitřní zařízení demontováno. Sestavu původní technologie lze odvodit z dispozice stavby.

### Nákladní doprava
V sousedství stanice se nachází kontejnerové překladiště, ke kterému vede z nádraží vlečka. Tento velký kontejnerový terminál má kolejiště, jehož délka dosahuje 11 km. Posun je zajišťován motorovými lokomotivami řady 740. Dvě zpětné odbočky do terminálu jsou vedeny z třetí koleje od kolejového přejezdu u Horních Měcholup.

### Vlečky
Při rekonstrukci koridoru byl počet vleček snížen na 3.
- Vlečka D+D a Silnice byla napojena úvratí z nově vybudované kusé koleje a je používána k vykládce uhlí
- Vlečka Pragochema (Synthesia, Barvy a laky, Pragolak) vede úvratí ve směru od Hostivaře, nepoužívá se a po dobu rekonstrukce kolejiště sloužila k odstavování vozů.
- Vlečka ke kontejnerovému terminálu

Zrušené vlečky
- Cihelny - z říčanského zhlaví (ve směru ud Prahy vpravo od trati)
- původní vlečka D+D a Silnice (úvratí z vlečky Cihelny)
- Nábytek (ve směru od Prahy vlevo od trati)
- Hospodářské družstvo ( Jednota, úvratí z vlečky Nábytek, před zahájením rekonstrukce kolejiště sloužila k odstavování vozů).[1]

## Turismus
Z nádraží vedou turistické značené trasy  0008 do Úval,  1003 do Klánovic a  3059 do Kateřinek v Praze. Turisté mohou také využít cyklostezku A239.